# Johann Siegmund Kirchmayer

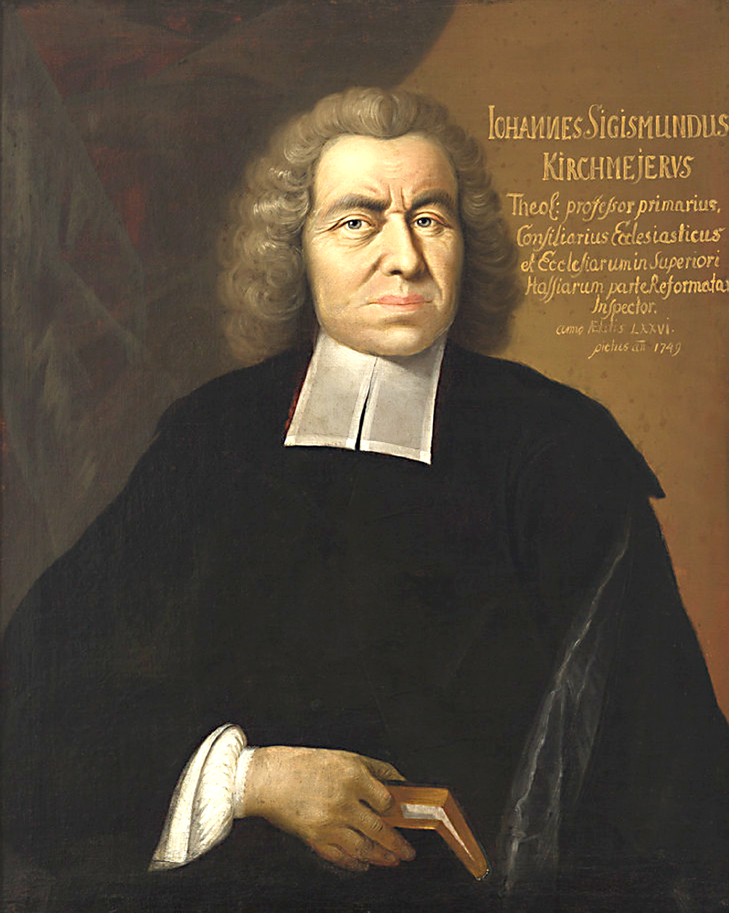
Johann Siegmund Kirchmeier

Johann Siegmund Kirchmayer; auch Johann Sigmund Kirchmeier oder Siegmund Kirchmeier (* 4. Januar 1674 in Allendorf; † 23. April 1749 in Marburg) war ein deutscher evangelischer Geistlicher und Hochschullehrer.

## Leben
Johann Siegmund Kirchmayer war der Sohn des Allendorfer Ratsherrn und Kirchenältesten Johann Christoph Kirchmeyer († 10. Februar 1699 in Allendorf) und dessen Frau Marie Wurstschmidt.
Er besuchte die Schule in Allendorf und studierte ab 1689 an der Universität Marburg Philosophie, Philologie und Theologie. Hierzu besuchte er die Vorlesungen von Heinrich Majus, Johann Georg Brand, Maximilian Percelli (1648–1703), Samuel Andreae, Philipp Johann Tilemann und Johann Lorenz Croll. Nach dem Studium unternahm er eine Bildungsreise an die Universitäten Rinteln, Bremen, Groningen und Franeker. Dort wurden seine Kenntnisse durch die Professoren Johannes van der Waeyen (1639–1701), Hermann Alexander Roëll und Campegius Vitringa maßgeblich erweitert. Nachdem er noch die Universität Leiden besuchte, kehrte er 1698 nach Allendorf zurück. Nachdem kurz darauf sein Vater verstorben war, beschloss er, nach Marburg zu gehen, und erhielt dort 1700 mit der Verteidigung seiner Inauguraldissertation De malo morali et causa prima providentiae divinae circa illud den Grad eines Lizenziaten der Theologie.
Von 1700 bis 1703 war er Hauslehrer der Söhne des Geheimen Rats Wilhelm Vultejus (1647–1717), bis er 1703 Prediger in der Gemeinde Schwebda wurde. 1704 erfolgte seine Berufung als Professor der Logik und Metaphysik an der Universität Marburg; seine Antrittsvorlesung hielt er am 24. Juli 1704. Im gleichen Jahr wurde er ebenfalls Pastor der reformierten Gemeinde in Marburg; das Amt legte er 1723 aus gesundheitlichen Gründen wieder nieder.
Er hielt von 1704 bis 1710 Vorlesungen zu Logik und Metaphysik in der Philosophischen Fakultät und wurde am 27. Januar 1710 dritter ordentlicher Professor der Theologie in Marburg; darauf folgte am 9. September 1723 die Ernennung zum zweiten und am 18. November 1746 zum ersten Professor der Theologie. Als erster ordentlicher Professor hielt er Vorlesungen zur systematischen und praktischen Theologie, zuvor auch Vorlesungen zur Exegese des Neuen Testamtens. Als ordentlicher erster Professor war er Nachfolger seines Cousins Johann Christian Kirchmayer; gemeinsam wurden sie auch der große und der kleine Kirchmayer genannt. Zu seinen Studenten gehörten unter anderem Nikolaus Wilhelm Schröder und Johann Rudolph Anton Piderit.
Während seiner Tätigkeit an der Universität war er von 1735 bis 1746 Ephorus der Hessischen Stipendiatenanstalt und in den Jahren 1730, 1740 und 1745 Dekan der Theologischen Fakultät sowie 1740 und 1744 Prorektor und 1715 und 1723 Rektor der Universität.
1746 wurde er auch Konsistorialrat und Inspektor der reformierten Kirchen des Oberfürstentums Oberhessen.
Johann Siegmund Kirchmayer war seit dem 14. Mai 1705 in Marburg mit Catharina Christina Zaunschliffer (* 6. August 1684; □ 23. Juni 1727), Tochter des Juristen und Marburger Hochschullehrers Otto Philipp Zaunschliffer und der Anna Catharina Duysing, verheiratet. Aus der Ehe stammt der Sohn Johann Philipp Kirchmayer (~ 11. Februar 1706 in Marburg; □ 6. September 1706 ebenda), welcher bereits jung verstarb.

## Werke (Auswahl)
- Secundi Jubilei Religionis Purioris Instauratae ab Augustana Confessione In Comitiis Imperii Oblata Sacrae Festivitatis Memoria Ab Academia Marburgensi Die XXVI. Iun. A. MDCCXXX. Solenni Oratione Celebrata. Müller, Marburg 1730.
- De iustitia peccatoris propria coram Deo. De libero arbitrio. Marburg 1748.
- Duorum In Festo Magno Expiationis Annuae Iudaeorum Ex Mandato Dei O.M. Per Manum Pontificis Expendiendorum Hircorum Caprarum Litera Et Mysterium Ad Lev. XVI.: Ubi Simul De Azazele Plenius Agitur. Müller, Marburg 1752.